# Admiral Harlamov (rušilec)
Admiral Harlamov (rusko Адмирал Харламов) je bil raketni rušilec razreda Fregat Ruske vojne mornarice. Bil je del 2. divizije protipodmorniških ladij Severne flote v Severomorsku. Poimenovan je bil po admiralu Nikolaju Mihajloviču Harlamovu, sovjetskemu mornariškemu atašeju v Veliki Britaniji med drugo svetovno vojno in poznejšemu poveljniku Baltske flote. Njegov gredelj je bil položen 8. julija 1986 v Ladjedelnici Jantar, splavljen je bil 29. junija 1988, v uporabo pa je bil predan 30. decembra 1989. Razvoj projekta 1155 Fregat se je začel v Severnem projektno-konstruktorskem biroju leta 1972 pod vodstvom glavnih konstruktorjev Nikolaja Pavloviča Soboljeva in Vasilija Pavloviča Mišina.
Leta 1993 je obiskal kanadsko pristanišče Halifax in ameriško pristanišče Boston, leta 1994 pa nizozemsko pristanišče Rotterdam in Norveško. Obiskal je tudi Švedsko.
Julija 2001 je po nesreči podmornice Kursk skupaj s sestrsko ladjo Admiral Čabanenko cel čas patruljiral območje nesreče skoraj eno leto, pozneje pa več ni zapustil pristanišča. Od leta 2006 je bil v rezervi, 1. decembra 2020 pa je bil upokojen.